# Betäubungsmittelgesetz (Schweiz)

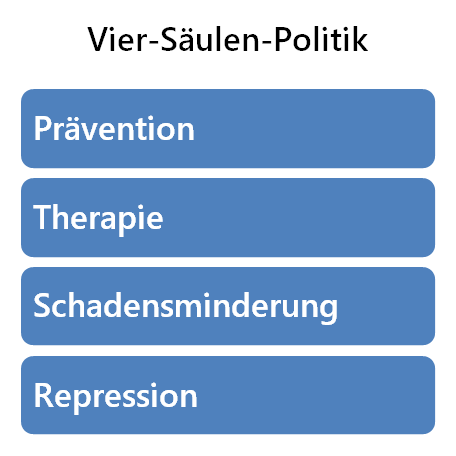
Die Schweizer Drogenpolitik beruht auf vier Säulen: Prävention, Therapie, Schadensminderung und Repression.

Das Bundesgesetz über die Betäubungsmittel und die psychotropen Stoffe (Betäubungsmittelgesetz, BetmG, SR 812.121) wurde am 3. Oktober 1951 verabschiedet und trat am 1. Juni 1952 in Kraft. Es ist eines der Nebengesetze zum Schweizer Strafgesetzbuch.
Die Schweizer Bevölkerung hat in der Eidgenössischen Volksabstimmung vom 30. November 2008 einer Teilrevision des Betäubungsmittelgesetzes deutlich zugestimmt (68 Prozent Ja). Damit werden u. a. die Vier-Säulen-Politik (Prävention, Therapie, Schadenminderung, Repression) und die heroingestützte Behandlung gesetzlich verankert. Das revidierte Betäubungsmittelgesetz trat per 1. Juli 2011 in Kraft.

## Inhalt
- 1. Kapitel: Allgemeine Bestimmungen (Art. 1–3)
- 1a. Kapitel: Prävention, Therapie und Schadenminderung (Art. 3b-3l)
- 2. Kapitel: Herstellung, Abgabe, Bezug und Verwendung von Betäubungsmitteln (Art. 4–14a)
- 3. Kapitel: Kontrolle (Art. 16–18)
- 3a. Kapitel: Datenschutz im Rahmen der Schengen-Assoziierungsabkommen (Art. 18a-18c)
- 4. Kapitel: Strafbestimmungen (Art. 19–28l)
- 5. Kapitel: Aufgaben der Kantone und des Bundes (Art. 29-29e)
- 6. Kapitel: Schlussbestimmungen (Art. 30–37)

## Verordnungen zum BetmG
Das Verordnungsrecht zum BetmG wurde auf den 1. Juli 2011 neu konzipiert. Die bisherigen sechs Verordnungen und zwei Bundesratsbeschlüsse wurden in zwei Verordnungen des Bundesrates und eine Verordnung des Eidgenössischen Departements des Innern (EDI) aufgeteilt:
- Betäubungsmittelkontrollverordnung vom 25. Mai 2011 (BetmKV);
- Betäubungsmittelsuchtverordnung (BetmSV);
- Betäubungsmittelverzeichnisverordnung des EDI vom 30. Mai 2011 (BetmVV-EDI).

Die BetmVV-EDI teilt die kontrollierten Substanzen in verschiedene Verzeichnisse ein:
- Gesamtverzeichnis der kontrollierten Substanzen der Verzeichnisse a–d
- Verzeichnis a (kontrollierte Substanzen, die allen Kontrollmassnahmen unterstellt sind)
- Verzeichnis b (kontrollierte Substanzen, die teilweise von den Kontrollmassnahmen ausgenommen sind)
- Verzeichnis c (kontrollierte Substanzen, die in Präparaten in reduzierten Konzentrationen enthalten sein dürfen und teilweise von den Kontrollmassnahmen ausgenommen sind)
- Verzeichnis d (verbotene kontrollierte Substanzen)
- Verzeichnis e (Rohmaterialien und Erzeugnisse mit vermuteter betäubungsmittelähnlicher Wirkung nach Art. 7 Abs. 1 BetmG, die den Kontrollmassnahmen der Betäubungsmittel des Verzeichnisses a unterstellt sind)
- Verzeichnis f (Vorläuferstoffe, die einer Kontrolle unterliegen)
- Verzeichnis g (Hilfschemikalien, die einer Kontrolle unterliegen)

## Vollzug im Militär
Alle einrückenden Rekruten haben eine „Vereinbarung“ zu unterzeichnen, in welcher sie bestätigen, während der gesamten Dienstzeit keine Betäubungsmittel zu konsumieren. Dieser Akt ist vornehmlich erzieherischer Natur. Seine rechtliche Bedeutung beschränkt sich auf den späteren Ausschluss eines allfälligen Verbotsirrtums.
Widerhandlungen gegen das BetmG im militärischen Bereich werden kaum von der Militärjustiz beurteilt: Leichte Fälle sind vom Truppenkommandanten disziplinarisch zu bestrafen; schwere Fälle bleiben ausserhalb der Militärgerichtsbarkeit und werden somit von den zivilen Strafbehörden verfolgt (Art. 218 Abs. 4 MStG).